# Buck Island (Fox Islands)
Buck Island ist eine kleine unbewohnte Insel der Fox Islands, die zu den Aleuten gehören. Das etwa 650 m lange und 17 m über dem Meeresspiegel gelegene Eiland befindet sich an der Südwestküste von Unalaska und erhielt seinen Namen 1944.